# Hubert Minnis
Hubert Alexander Minnis (Nassau, 16 aprile 1954) è un politico bahamense, primo ministro delle Bahamas dal 2017.

## Biografia
Minnis è nato a Bain Town, New Providence, da Rosalie North e Randolph Minnis. Ha studiato alla scuola elementare di Nostra Signora, Western Junior e St. Augustine College, Nassau e ha anche frequentato l'Università del Minnesota. Dopo aver conseguito il dottorato in medicina presso l'Università delle Indie occidentali e MRCOG (Royal College of Obstetricians and Gynaecologists) di Londra nel 1985, è tornato a casa e ha iniziato a lavorare come medico presso il Princess Margaret Hospital, dove ha lavorato come consulente e capo del dipartimento di ostetricia e ginecologia.
Minnis era presidente della Medical Association of The Bahamas, membro del Medical Council, presidente della Hotel Corporation of The Bahamas e docente associato presso l'Università delle Indie occidentali in ostetricia e ginecologia.  Ha un interesse e una dedizione speciali per la promozione della proprietà bahamiana nell'economia e per la riqualificazione delle comunità tradizionali di Over-the-Hill. 
È stato eletto per la prima volta in parlamento nel maggio 2007 ed è stato nominato membro del gabinetto come ministro della sanità. 
Minnis è leader del Movimento Nazionale Libero, l'attuale partito al governo delle Bahamas, ed è membro del parlamento per il collegio elettorale di New Providence di Killarney. È stato eletto per la prima volta nella legislatura nelle Elezioni parlamentari nelle Bahamas del 2007, è succeduto a Hubert Ingraham come leader del suo partito in seguito alla sconfitta del partito nelle Elezioni generali del 2012 nelle Bahamas.
È stato destituito dalla leadership di partito nel dicembre 2016, e ha riacquisito la sua carica nell'aprile 2017 dopo un conflitto interno nel suo stesso partito. È divenuto primo ministro delle Bahamas dopo la vittoria del partito nelle elezioni parlamentari delle Bahamas del 10 maggio 2017.

## Vita privata
Minnis è sposato con Patricia Beneby ed è padre di tre figli.